# プロデューサーズ (ミュージカル)
『プロデューサーズ』（The Producers）は、2001年に初演されたアメリカのミュージカル作品。
1968年の映画『プロデューサーズ』をミュージカル化した作品で、オリジナルの映画を監督したメル・ブルックスが製作・脚本・作詞・作曲を務めた。初演の主役はネイサン・レインとマシュー・ブロデリックが演じた。大ヒット作となり、トニー賞の12部門を受賞している。
2005年にこのミュージカルを元にして再映画化された同名の作品については、プロデューサーズ (2005年の映画) を参照のこと。

## あらすじ
かつてはブロードウェイでヒット作を飛ばしたが、今は落ち目のプロデューサー、マックス・ビアリストックは、打ち出す芝居がことごとく不入りで破産寸前。彼のオフィスに会計事務所から気の弱い会計士レオ・ブルームが派遣されることから、話はひょんな方向へ転がり始める。帳簿を調べていたレオは、成功した芝居よりも失敗した芝居のほうが利益を産むことに気づく。それを聞いたマックスは、計画的に芝居を失敗させて出資者から集めた資金をだまし取り、大もうけする詐欺の方法を思いつく。
マックスはブロードウェイのプロデューサになるのが夢だったレオを丸め込んで、一世一代の詐欺興業を打つべく、最悪の脚本家、最悪の俳優、最悪の演出家を探し始める。ようやく探し当てた脚本は、ヒトラーをこよなく愛するドイツ人のフランツが書いた『ヒトラーの春』。何とかご機嫌をとって契約をものにして、次には最低の演出家ロジャー＝エリザベス・デブリをスカウト。彼自身だけでなく彼のスタッフはことごとくゲイである。マックスは乗り気ではないロジャーを「トニー賞を取れるかも」とおだててその気にさせ、女優志望のろくに英語がしゃべれないスウェーデン娘ウーラを主演女優に迎え、ニューヨーク中の裕福な老婦人達から色仕掛けで巻き上げた出資金を元に、史上最悪のミュージカル製作に乗り出していく。
　

## 公演

### ブロードウェイ公演
2001年4月19日から2007年4月22日までセント・ジェームス・シアターで上演された。監督・演出はスーザン・ストローマン。上演回数はプレビュー公演33回、レギュラー公演2502回。トニー賞12部門受賞。

#### オリジナル・キャスト
- マックス・ビアリストック：ネイサン・レイン
- レオ・ブルーム：マシュー・ブロデリック
- ウーラ：ケイディ・ハフマン
- フランツ・リープキン：ブラッド・オスカー
- ロジャー・デ・ブリー：ゲイリー・ビーチ
- カルメン・ギア：ロジャー・バート

### ロンドン公演
ウエスト・エンドのドルーリー・レイン王立劇場で2004年11月9日から2007年1月6日まで上演された。初演の主要キャストはネイサン・レイン（マックス）、リー・エヴァンス（レオ）、レイ・ジンマーマン（ウーラ）、コンリース・ヒル（ロジャー）、ジェームズ・ドレイファス（カルメン）、ニコラス・コリコス（フランツ）。

### 日本での公演
- 2005年7月6日から24日にかけて、東京厚生年金会館でブロードウェイのキャストによる来日公演が行われた。主要キャストはボブ・アマラル（マックス）、アンディ・テイラー（レオ）、アイダ・リー・カーティス（ウーラ）。

#### 日本語版
- 日本語翻訳版は2005年8月に青山劇場で初演され、マックスとレオ役を20th Centuryの井ノ原快彦と長野博が演じた。2008年2月に東京国際フォーラムとシアターBRAVA!で再演された。
  - 2005年8月13日 - 31日：青山劇場
  - 2008年2月2日 - 17日：東京国際フォーラム（東京公演）
2月23日 - 28日：シアターBRAVA!（大阪公演）
- 2020年、福田雄一演出版が東急シアターオーブにて上演。
  - 2020年11月9日  - 12月6日
- 2024年、ジェームズ・グレイ演出版が東急シアターオーブにて上演[1]。
  - 2024年11月8日 - 12月6日

##### キャスト
| 公演年 | マックス   | レオ             | ウーラ   | ロジャー・デ・ブリー | カルメン・ギア | フランツ | ホールドミー・タッチミー |
| ------ | ---------- | ---------------- | -------- | -------------------- | -------------- | -------- | ------------------------ |
| 2005年 | 井ノ原快彦 | 長野博           | 彩輝なお | 藤木孝               | 岡幸二郎       | 桑野信義 | 松金よね子               |
| 2008年 | 井ノ原快彦 | 長野博           | 彩輝なお | 藤木孝               | 岡幸二郎       | 桑野信義 | 松金よね子               |
| 2020年 | 井上芳雄   | 吉沢亮、大野拓朗 | 木下晴香 | 吉野圭吾             | 木村達成       | 佐藤二朗 | 春風ひとみ               |
| 2024年 | 濵田崇裕   | 神山智洋         | 王林     | 新納慎也             | 神里優希       | 岸祐二   | 島田歌穂、友近           |

その他の国ではカナダ、ドイツ、オーストラリア、イスラエル、韓国、アルゼンチン、デンマーク、イタリア、ハンガリー、スペイン、メキシコ、ニュージーランド、チェコ、オーストリア、フィンランド、ギリシア、ブラジル、イスラエルで上演された。

## 曲目
第一幕
- 序曲 / オーケストラ Overture - Orchestra
- オープニング・ナイト / カンパニー Opening Night - Company
- キング・オブ・ブロードウェイ / マックス、カンパニー The King of Broadway - Max and Company
- ウィ・キャン・ドゥ・イット / マックス、レオ We Can Do It - Max and Leo
- アイ・ワナ・ビー・ア・プロデューサー / レオ、ショーガール達、会計士達 I Wanna Be a Producer - Leo, Showgirls, and Accountants
- ウィ・キャン・ドゥ・イット（リプライズ） / レオ、マックス We Can Do It (Reprise) - Leo and Max
- ああ、愛しのバヴァリア / フランツ In Old Bavaria - Franz
- デア・グーテン・ターク・ホップ・クロップ / フランツ、レオ、マックス Der Guten Tag Hop-Clop - Franz, Leo, and Max
- キープ・イット・ゲイ / ロジャー、カルメン、マックス、レオ、カンパニー Keep It Gay - Roger, Carmen, Max, Leo, and Company
- 持ってるものは見せびらかさなきゃ / ウーラ When You've Got It, Flaunt It - Ulla
- ビアリィのおかげ / マックス、カンパニー Along Came Bialy - Max, and Company

第二幕
- ザット・フェイス / レオ、ウーラ That Face - Leo and Ulla
- ドイツのバンドは最高さ / フランツ Haben Sie gehört das deutsche Band? - Franz
- オープニング・ナイト（リプライズ）/ カンパニー Opening Night (Reprise) - Company
- ネヴァー・セイ・グッド・ラック・オン・オープニング・ナイト / カルメン、ロジャー、フランツ、レオ You Never Say Good Luck on Opening Night - Carmen, Roger, Franz, and Leo
- スプリング・タイム・フォー・ヒトラー / カンパニー Springtime for Hitler - Company
- なんでうまくいったんだ? / レオ、マックス Where Did We Go Right? - Leo and Max
- ザット・フェイス（リプライズ） / ウーラ、レオ That Face (Reprise) - Ulla and Leo
- 裏切られて / マックス Betrayed - Max
- ティル・ヒム / レオ、マックス 'Til Him - Leo and Max
- プリズナーズ・オブ・ラヴ / カンパニー Prisoners of Love - Company
- プリズナーズ・オブ・ラヴ（レオ&マックス） / マックス、レオ、カンパニー Prisoners of Love (Leo and Max) - Max, Leo, and Company
- グッドバイ! / カンパニー Goodbye! - Company

## 受賞
2001年 トニー賞
- ミュージカル作品賞
- ミュージカル脚本賞（メル・ブルックス）
- オリジナル楽曲賞（メル・ブルックス）
- ミュージカル主演男優賞（ネイサン・レイン）
- ミュージカル助演男優賞（ゲイリー・ビーチ）
- ミュージカル助演女優賞（ケイディ・ハフマン）
- ミュージカル演出賞（スーザン・ストローマン）
- 振付賞（スーザン・ストローマン）
- 編曲賞（ダグ・ベスターマン）
- ミュージカル装置デザイン賞（ロビン・ワグナー）
- ミュージカル衣装デザイン賞（ウィリアム・アイヴィ・ロング）
- ミュージカル照明デザイン賞（ピーター・カックゾロースキー）

## 戯曲の翻訳
- プロデューサーズ（メル・ブルックス & トム・ミーハン著、アイビーシーパブリッシング、2005年6月）